# Jimmy Cliff
James Chambers (St. James, colonia de Jamaica, Indias Occidentales Británicas; 30 de julio de 1944), más conocido por su nombre artístico, Jimmy Cliff, es un músico de reggae jamaiquino, famoso por canciones como «Sittin' in Limbo», «You Can Get It If You Really Want», «Many Rivers to Cross», «I Can See Clearly Now» (su versión de la canción de Johnny Nash), «Reggae Night», «Samba Reggae» y por la película The Harder They Come, cuya banda sonora ayudó a introducir el reggae en los mercados de buena parte del mundo.

## Trayectoria
La carrera de Jimmy Cliff se propagó después de dos sencillos que no lograron hacer mucha impresión, luego de que su disco Hurricane Hattie se convirtiera en un éxito; fue producido por Leslie Kong.
Otros éxitos posteriores incluían a «King of Kings» y «Pride and Passion», los cuales nunca se vendieron bien fuera de Jamaica. En 1964, Cliff fue elegido como uno de los representantes jamaicanos para la feria mundial de ese año. Tardó poco en firmar con Island Records y se trasladó a Reino Unido. 
En 1968, Jimmy Cliff participó en el Festival Internacional de la Canción (FIC) celebrado en Brasil, donde triunfó con la canción "Waterfall", seguido de la grabación del disco Jimmy Cliff in Brazil, producido por el brasileño Nonato Buzar.  Esto lo llevó a pasar nueve meses en Sudamérica, donde aprovechó su reciente éxito para promover su música y expandir su carrera.
Debutó internacionalmente con el álbum Hard Road to Travel que recibió excelentes críticas e incluía el tema «Waterfall».
«Waterfall» fue seguido de «Wonderful World, Beautiful People» y «Vietnam», ambos muy populares en buena parte del mundo. El cantautor Bob Dylan se refirió a «Vietnam» como la mejor canción de protesta que había oído.
La banda sonora de The Harder They Come (una película reggae que también protagonizó Cliff) fue un éxito de ventas, pero no catapultó a Cliff a la fama. 
Fue uno de los primeros artistas jamaiquinos en cantar reggae en español en la canción Going Mad del disco Follow my mind de 1975 
Tras una serie de álbumes, Cliff se tomó un descanso y viajó a África, explorando la espiritualidad de su nueva fe musulmana, a la que se había convertido. Tardó poco en volver a la música, de gira durante varios años antes de grabar con Kool & the Gang el álbum Power & the Glory (1983). El siguiente álbum, Cliff Hanger (1985) ganó un Grammy, siendo su mayor éxito en los Estados Unidos hasta 1993. Continuó vendiendo bien en Jamaica y, en menor medida, en el Reino Unido, volviendo a la fama de nuevo con una versión de la canción de Johnny Nash, «I Can See Clearly Now», para la banda sonora de la película Cool Runnings de 1993.
En 2002, Cliff presentó su nuevo disco en Europa, Fantastic Plastic People. En este trabajo hay colaboraciones de Joe Strummer, Annie Lennox, y Sting, así como nuevas canciones muy evocadoras de los viejos éxitos de Cliff. En 2004, Cliff da un giro a su música introduciendo ritmos electrónicos, para su álbum Black Magic. Participó en los Juegos de la Mancomunidad de 2002. En 2003, su canción «You Can Get It If You Really Want» fue incluida en la banda sonora de Something's Gotta Give.

## Discografía
- Hard Road to Travel (1967)
- Jimmy Cliff in Brazil' (1968)
- Jimmy Cliff (diciembre de 1969)
- Another Cycle (septiembre de 1971)
- Unlimited (agosto de 1973)
- The Harder They Come (banda sonora) (1973)
- Struggling Man (junio de 1974)
- House of Exile (diciembre de 1974)
- Brave Warrior (1975)
- Follow My Mind (noviembre de 1975)
- In Concert: The Best of Jimmy Cliff (1976)
- Give Thanx (1978)
- I Am The Living (julio de 1980)
- Give the People What They Want (septiembre de 1981)
- Special (julio de 1982)
- The Power and the Glory (octubre de 1983)
- Cliff Hanger (agosto de 1985)
- Club Paradise (1986)
- Hanging Fire (marzo de 1988)
- Images (octubre de 1989)
- Save Our Planet Earth (octubre de 1990)
- Breakout  (junio de 1992)
- Higher and Higher (mayo de 1996)
- Humanitarian (junio de 1999)
- Fantastic Plastic People (2002)
- Black Magic (2004)
- Rebirth (julio de 2012)

## Vida personal
Cliff fue por poco tiempo miembro del movimiento rastafari, antes de convertirse al islam desde el cristianismo. En la actualidad se describe como poseedor de una «visión universal de la vida»", y no se alinea con ningún movimiento o religión en particular. Se casó y tiene una hija, Lilty Cliff y un hijo, Aken Cliff. También es padre de la actriz y cantante Nabiyah Be.